# Мелешко, Роман Иванович
Роман Иванович Мелешко (укр. Роман Іванович Мелешко; 8 сентября 1971, Запорожье, Украинская ССР, СССР) — советский и украинский футболист, играл на позициях полузащитника и нападающего.

## Карьера
Воспитанник ОШИСП Днепропетровска. Клубную карьеру начинал в «Днепре» в 1988 году, выступая за дублирующий состав клуба, также в 1989 и в 1990 году провёл за Днепр один и два матча соответственно в Кубке Федерации, став в составе днепрян его победителем и финалистом. В начале 1991 года числился в запорожском «Металлурге», однако вскоре перебрался в «Балтику», за которую провёл 21 матч во второй низшей союзной лиге. После распада СССР выступал за белорусский «Ведрич». Далее играл за минское «Динамо». В 1993 году вместе с бывшим одноклубником по «Балтике» и «Ведричу» Владимиром Коноваловым пополнил ряды владикавказского «Спартака». Дебютировал в чемпионате России 7 марта 1993 года в домашнем матче 1-го тура против московского «Асмарала», выйдя на замену на 62-й минуте матча Александру Костину. Всего за сезон провёл 22 матча в чемпионате России. По сообщениям прессы тех лет, был неоднократно отчислен из команды, но всякий раз заслуживал прощения. Когда же его и Коновалова окончательно выгнали из команды, то перешли в первую лигу Белоруссии в клуб МПКЦ Мозырь, который выплатила компенсацию в кассу российского клуба. Далее играл за «Бобруйск». В сезоне 1995/1996 играл за клуб «Заря-МАЛС». В 1997 году числился в «Фабусе». Завершил карьеру в «Спартаке» Луховицы.

## Достижения
«Днепр» Днепропетровск
Обладатель Кубка Федерации: (1)
- 1989

Финалист Кубка Федерации: (1)
- 1990

 «Динамо» Минск
Чемпион Белоруссии: (1)
- 1992/1993